# Pesquisa de mercado qualitativa
A pesquisa de mercado qualitativa é um conjunto de técnicas usadas em marketing e nas ciências sociais, pelas quais são obtidos dados de um número relativamente pequeno de respondentes dependendo da escala com que se trabalha, os quais não são analisados com técnicas estatísticas. Isto diferencia estas técnicas da pesquisa de mercado quantitativa, na qual um grande número de respondentes fornece os dados que são analisados estatisticamente. Um exemplo deste tipo de técnicas são os grupos focais.
Atualmente existem vários softwares de apoio à análise e pesquisa qualitativa como, por exemplo, MAXQDA, Webqda, Qualrus e NVivo. O uso dessas soluções facilita especialmente o processo de análise de conteúdo, o que acaba economizando tempo e fornecendo a possibilidade de visualizar dados de uma perspectiva mais ampla.

## O papel da pesquisa qualitativa
Dyo diz que os métodos de pesquisa qualitativos são usados primeiramente como um prelúdio à pesquisa quantitativa. Eles são usados para definir um problema, gerar hipóteses, identificar determinantes e desenvolver meios de pesquisa quantitativa. São pouco caros e são rápidos. Por causa do baixo número de respondentes envolvidos, estes métodos de pesquisa exploratórios não podem ser usados para generalizar toda uma população, muito embora possa obter resultado preciso quando se trata de um nicho pequeno. Eles são, no entanto, muito úteis para explorar um caso e após podem ser usados em grande escala.
Há três situações em que a pesquisa qualitativa pode ser aplicada. A primeira delas, para substituir as informações estatísticas relacionadas a épocas atuais ou passadas; a segunda, quando se deseja captar dados psicológicos que são reprimidos ou não facilmente articulados, como atitudes, motivos, pressupostos, entre outros e, finalmente, é aplicada para, por meio da observação, focar indicadores do funcionamento de organizações complexas imensuráveis quantitativamente.

## Filosofias
A maioria dos métodos qualitativos usa uma filosofia direta: eles revelam abertamente os fins do estudo e a organização que o financia. As questões são diretas e concisas. Mas também várias técnicas qualitativas usam uma filosofia indireta. O verdadeiro objetivo é mantido em segredo, seja ao afirmar um objetivo falso ou omitindo qualquer referência a ele. Alguns pesquisadores têm as suas reservas éticas quanto a esta filosofia. Os pesquisadores que utilizam esta filosofia consideram que ela fornece respostas mais honestas e corretas. Se este método é usado, todos os respondentes devem ser esclarecidos no final das entrevistas sobre o verdadeiro objetivo da pesquisa e deve ser explicado o motivo porque houve esta política.